# Ana Bucik
Ana Bucik, född 21 juli 1993, är en slovensk alpin skidåkare som debuterade i världscupen den 16 januari 2010 i Maribor i Slovenien. Hennes första pallplats i världscupen kom när hon slutade trea i tävlingen i alpin kombination den 26 januari 2018 i Lenzerheide i Schweiz.